# Yukiko Miyake

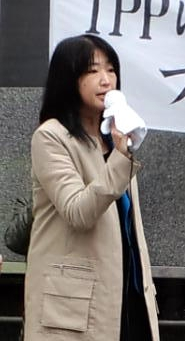
Yukiko Miyake im Wahlkampf 2013

Yukiko Miyake (jap. 三宅 雪子, Miyake Yukiko; * 5. März 1965 in Washington, D.C.; † 2. Januar 2020 bei der Bucht von Tokyo) war eine japanische Politikerin und Abgeordnete des Shūgiin, des Unterhauses, für den Verhältniswahlblock Nord-Kantō.

## Leben
Miyake, die Tochter eines japanischen Diplomaten und Enkelin des Chefkabinettsekretärs, Arbeits- und Verkehrsministers Hirohide Ishida, studierte an der Tamagawa-Gakuen-Frauenkurzuniversität und der Kyōritsu-Frauenuniversität. Bei der Shūgiin-Wahl 2009 kandidierte sie für die Demokratische Partei als eines der sogenannten Ozawa Girls, Anhänger des früheren Parteivorsitzenden Ichirō Ozawa, im 4. Wahlkreis Gunma gegen den ehemaligen Premier Yasuo Fukuda. Gunma gilt traditionell als „konservatives Königreich“ (hoshu ōkoku), das heißt als Hochburg der Liberaldemokratischen Partei. Miyake verlor den Wahlkreis zwar um rund 12.000 Stimmen, zog aber über den Verhältniswahlblock ins Parlament ein.
Im Juli 2012 schloss sich Miyake Ozawas neuer Partei Kokumin no Seikatsu ga Daiichi an, im November der Nippon Mirai no Tō. Bei der Shūgiin-Wahl 2012 kandidierte sie für letztere im Wahlkreis Chiba 4 des Parteivorsitzenden der Demokraten, Yoshihiko Noda. Sie erhielt weniger als zehn Prozent der Stimmen und war damit auch für eine Wiederwahl im Verhältniswahlblock disqualifiziert.
Bei der Wahl 2013 versuchte Miyake einen Wechsel ins Sangiin, das Oberhaus des Nationalparlaments. Sie kandidierte für die Nachfolgepartei Seikatsu no Tō im nationalen Verhältniswahlkreis, wo sie mit 38.766 Stimmen den zweiten Seikatsu-Listenplatz erreichte, die Partei blieb aber insgesamt ohne Verhältniswahlsitz.
Sie wurde am 2. Januar 2020 tot an der Bucht von Tokio aufgefunden, ein Suizid wurde vermutet.